# Tomba d'Amarna 25
La tomba de l'antic Egipte d'Ay («Pare de Déu»), coneguda com la Tomba d'Amarna 25, es troba en el grup de tombes conegudes col·lectivament com les Tombes Sud, prop de la ciutat d'Amarna, a Egipte.
Ay va ser «djati», «portador del ventall a la dreta del rei», «comandant de tota la cavalleria», etc. Va regnar com a faraó entre el 1325 i el 1320 aC com a successor de Tutankhamon.
És possible que tingués un vincle estret amb la família reial d'Amarna. Alguns estudiosos han argumentat que el títol de «Pare de Déu» significa en aquest context «Pare-en-llei del rei», la qual cosa implica que Nefertiti hagués estat la seva filla.
La tomba mai va ser finalitzada i Ay fou enterrat a la tomba KV23 de la Vall dels Reis a Tebes,

## Façana
Els brancals i la llinda estaven decorades originalment amb oracions i amb una escena de la família reial, però aquestes decoracions estan molt gastades.

## Entrada a la sala

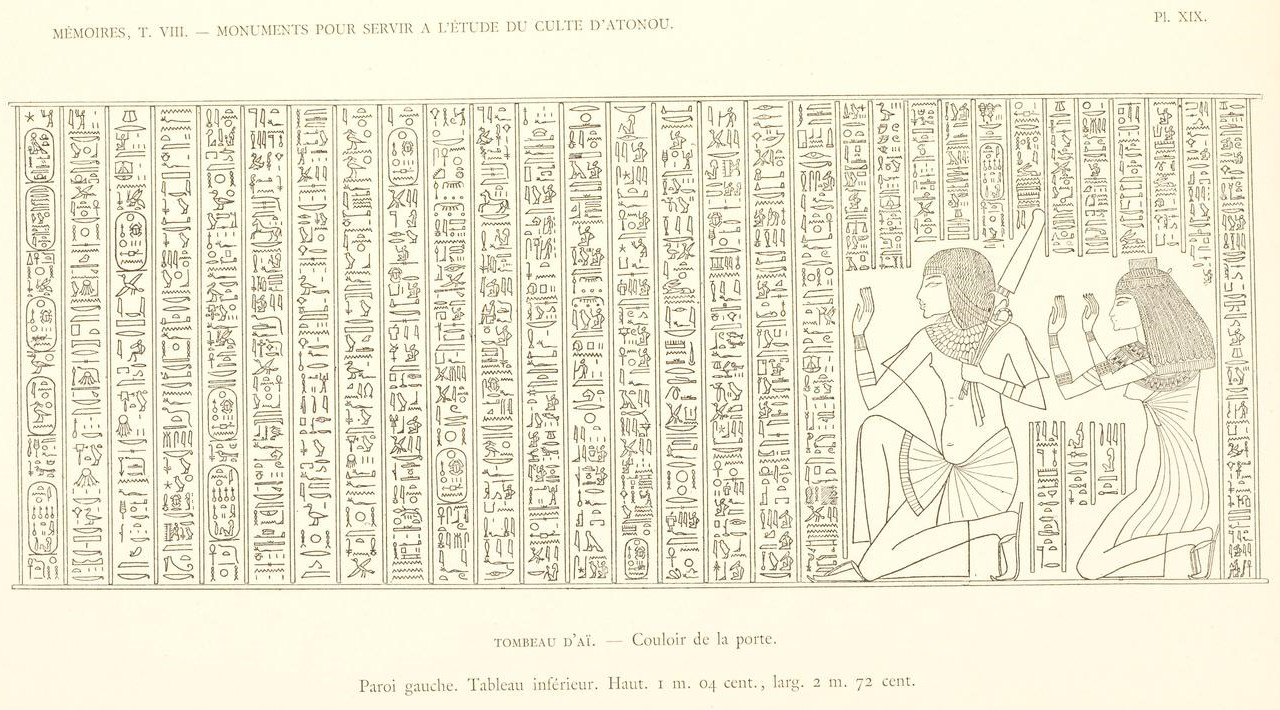
Porta del passadís, pared dreta, panell inferior.

A l'esquerra, en la part superior apareixen el rei i la reina adorant a Aton davant d'una taula d'ofrenes. Darrere d'ells hi ha tres filles i la germana de la reina, Mutnedjmet, acompanyada de dos nans anomenats irònicament djati. Per sota, hi ha el text d'una llarga oració i les i figures d'Ay i de la seva esposa. El costat dret es recull amb el text de l'Himne d'Aton, actualment parcialment destruït. Aquest és el més llarg i el més atractiu dels himnes d'Aton, ja que en la resta de les tombes apareixen versions més curtes.

## Sala
La tomba va ser planejada en una escala ambiciosa però només es va completar la meitat. Estava previst construir tres files transversals de vuit columnes. La major part del costat sud-oest de la sala es va tallar la roca, mentre que només quatre de les columnes que flanquegen la nau central s'han tallat totalment en detall i tenen panells que representen a Ay i a la seva dona adorant. El sostre té les restes d'un model pintat amb línies d'inscripcions d'oració.
Procedint en una direcció cap a la dreta de l'entrada es poden veure: 

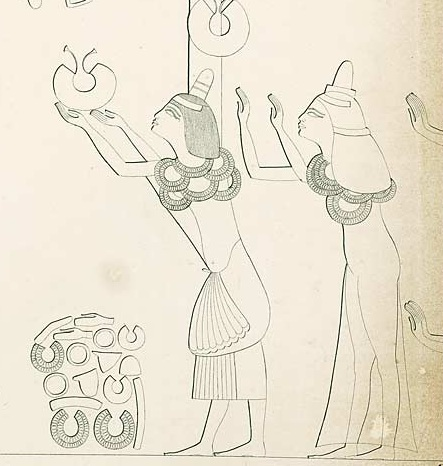
Ay i la seva dona adorant

L'única escena completa de la tomba és una escena de recompensa en la finestra d'aparicions.  La família reial inclou tres filles: Meritaton a l'esquerra ficant un collaret a Ay, Meketaton de peu a sobre d'ella, i Ankhesenpaaton entre la parella reial. Tota la família apareix nua. Darrere de la finestra i estenent-se sobre la porta d'entrada, hi ha una imatge molt clara i detallada de la Casa del rei. La segona figura de la part inferior a la derta és Mutnedjmet, la germana de Nefertiti. Es pot veure el dormitori del rei amb el llit i tres tamborets a la part superior; a l'esquerra hi ha una casa dels servents, que mostra a les perruqueres, cuineres i noies tocant instruments musicals. Més a l'esquerra d'aquesta part, l'escena es repeteix al revés com el començament d'una repetició prevista de l'escena de recompensa. A la dreta de la finestra es veu el pati de la casa del rei. Ay i la seva dona estan drets en la part inferior rebent regals com collarets i plats de metalls preciosos. La major part desapareguda d'aquesta escena és al Museu del Caire. Cinc registres de figures omplen el pati darrere d'ells: dos carros reials a la part superior; escribes, amb un petit grup de representants estrangers a la part de darrere; dues files d'oficials i soldats; a la part inferior, darrere d'Ay i Tiy, un grup de còmic ballarins. Més a la dreta hi ha una escena de fora del pati. A la part superior hi ha un grup de soldats. A continuació venen els carros i servents d'Ay de processó de tornada a casa amb seus collarets d'or.
Hi ha una cavitat a la paret no completada on estava previst ficar una estàtua, i una porta per accedir a una sala interior que mai va ser començada. Actualment, les decoracions del brancals i de la llinda estan gairebé destruïdes. A la cantonada nord-est de la sala hi ha una escala de vint esglaons en dos vols que es dirigien cap a la cambra funerària que no va ser començada.